# Sofoniasz
Sofoniasz (hebr. ‏צְפַנְיָה‎, Cefanejah) – jeden z 12 proroków mniejszych Starego Testamentu, autor Księgi Sofoniasza.
Żyjący w okresie panowania Jozjasza zgodnie z autobiograficznym wprowadzeniem był potomkiem Ezechiasza, synem Kusziego. Zaliczany do proroków mniejszych ze względu na niewielkie rozmiary zachowanej księgi. Poza wiedzą o tym, że księga została spisana przed reformą z okresu 640–630 p.n.e. bliższe dane o proroku nie zachowały się. Działał w tym samym czasie co Jeremiasz i Nahum. 
Wierny tradycji monoteistycznej piętnował odstępstwa religijne i wieszcząc kary przygotował grunt na wprowadzenie reformy Jozjasza. Przedstawiał nadejście Dnia Pańskiego jako dnia kary i sądu Bożego, wygłaszając jednocześnie przestrogi kierowane do przywódców, kapłanów i narodów. Sofoniasz wieszczył, iż egzekutorami kary za niesprawiedliwości i synkretyzm religijny będą najeźdźcy. Zastrzeżenia krytyki co do autentyczności budzą jedynie fragmenty z okresu po niewoli babilońskiej. Mimo tego, że Sofoniasz w swej księdze nie wspomina nadejścia Mesjasza pojawił się w synaksariach martyrologium syryjskim, gdzie wspominany jest 3 grudnia/16 grudnia, a także 4 lipca u koptów. Za sprawą Cezarego Baroniusza wpisany został do martyrologium, gdzie wyznaczono wspomnienie liturgiczne również na 3 grudnia.